# Alex Miller
Alex Miller (nacido el 4 de julio de 1949) es un exfutbolista escocés que se desempeñaba como defensa y entrenador.
Ganó la Scottish Premiership en 1975, 1976 y 1978.
Dirigió en equipos como el Morton FC, Saint Mirren FC, Hibernian FC y Aberdeen FC.

## Clubes

### Como futbolista
| Club           | País      | Año       |
| -------------- | --------- | --------- |
| Rangers FC     | Escocia   | 1967-1982 |
| South China AA | Hong Kong | 1983      |
| Morton FC      | Escocia   | 1983      |

### Como entrenador
| Club                 | País      | Año       |
| -------------------- | --------- | --------- |
| South China AA       | Hong Kong | 1983      |
| Morton FC            | Escocia   | 1983      |
| Saint Mirren FC      | Escocia   | 1983-1986 |
| Hibernian FC         | Escocia   | 1986-1996 |
| Aberdeen FC          | Escocia   | 1997-1998 |
| JEF United Chiba     | Japón     | 2008-2009 |
| AIK Estocolmo        | Suecia    | 2010      |
| FC Sibir Novosibirsk | Rusia     | 2012      |
| Saint Mirren FC      | Escocia   | 2015      |